# Figura inscrita

Circunferencias inscritas de varios polígonos

Triángulo inscrito en una circunferencia

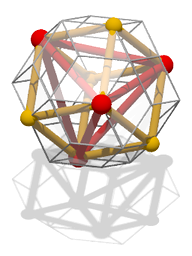
Un tetraedro (rojo) inscrito en un cubo (amarillo) a su vez inscrito en un triacontaedro rómbico (gris).
(Púlsese aquí para rotar el modelo)

En geometría, una figura inscrita  es una forma que está encerrada y "encaja perfectamente" dentro de otra forma geométrica o sólido. Decir que la figura F está inscrita en la figura G equivale exactamente a decir que la figura G está circunscrita a la figura F. Un círculo o elipse inscrito en un polígono convexo (o una esfera o elipsoide inscrito en un poliedro convexo) es tangente a cada lado o cara de la figura exterior (véase esfera inscrita para las variantes semánticas).

## Conceptos
Un polígono inscrito en una circunferencia, elipse o polígono (o un poliedro inscrito en una esfera, elipsoide o poliedro) tiene cada vértice en la figura exterior; si la figura externa es un polígono o poliedro, debe haber un vértice del polígono o poliedro inscrito en cada lado de la figura exterior. Una figura inscrita no tiene necesariamente una orientación única; esto se puede ver fácilmente, por ejemplo, cuando la figura externa dada es una circunferencia, en cuyo caso una rotación de una figura inscrita proporciona otra figura inscrita que es congruente con la original.
Ejemplos conocidos de figuras inscritas incluyen circunferencias inscritas en triángulos o polígonos regulares, y triángulos o polígonos regulares inscritos en circunferencias. Una circunferencia inscrita en cualquier polígono se denomina circunferencia inscrita, en cuyo caso se habla de un polígono tangencial. Se dice que un polígono con todos sus vértices sobre la misma circunferencia es un polígono inscrito, y recíprocamente, se dice que la circunferencia está circunscrita al polígono.
El inradio de una figura externa dada es el radio de la circunferencia o esfera inscrita, si existe.
La definición dada anteriormente asume que los objetos en cuestión están incrustados en el espacio euclídeo bi o tri dimensional, pero el concepto se puede generalizar fácilmente a dimensiones superiores y a otros espacios métricos.
Para un uso alternativo del término "inscrito", véase el problema del cuadrado inscrito, en el que se considera que un cuadrado está inscrito en otra figura (incluso una que no es convexa) si sus cuatro vértices están en esa figura.

## Propiedades
- Cada circunferencia tiene un triángulo inscrito con tres medidas de ángulo determinadas (sumando, por supuesto, 180°), y, recíprocamente, cada triángulo puede inscribirse en una circunferencia circunscrita.
- Cada triángulo tiene una circunferencia inscrita, denominada incírculo.
- Cada circunferencia tiene un polígono regular inscrito de n lados para cualquier n ≥ 3, y cada polígono regular puede inscribirse en su correspondiente circunferencia circunscrita.
- Cada polígono regular tiene una circunferencia inscrita (llamada su incírculo), y  puede inscribirse una circunferencia en un polígono regular de n lados para cualquier n ≥ 3.
- No todos los polígonos con más de tres lados tienen una circunferencia inscrita; los que tienen esta propiedad se denominan polígonos tangenciales. No todos los polígonos con más de tres lados se pueden inscribir en una circunferencia.
- Cada triángulo puede inscribirse en una elipse, llamada circunelipse de Steiner o simplemente su elipse de Steiner, cuyo centro es el centroide del triángulo.
- Cada triángulo no equilátero tiene una infinidad de elipses inscritas. Una de ellas es una circunferencia, el incírculo. También se denomina  inelipse de Steiner a la que es tangente al triángulo en los puntos medios de los lados.
- Cada triángulo agudo tiene tres cuadrados inscritos. En un triángulo rectángulo, dos de ellos se fusionan y coinciden entre sí, por lo que solo hay dos cuadrados inscritos distintos. Un triángulo obtuso tiene un solo cuadrado inscrito, con un lado que coincide con parte del lado más largo del triángulo.
- Un triángulo de Reuleaux, o más generalmente cualquier curva de ancho constante, puede inscribirse con cualquier orientación dentro de un cuadrado del tamaño apropiado.